# Robert Steiner
Robert ("Rob") Steiner (Finspång, 20 juni 1973) is een voormalig Zweeds voetballer. Gedurende zijn carrière voetbalde hij in Zweden en Engeland en kwam hij ook uit voor het Zweeds voetbalelftal.

## Clubcarrière
Steiner begon zijn voetballoopbaan bij IFK Norrköping. In 1996 maakte hij de overstap naar Engeland, eerst op huurbasis naar Bradford City AFC en ten slotte definitief. In zijn eerste seizoen was hij goed voor tien doelpunten en werd hij zelfs international voor Zweden, maar na de komst van trainer Paul Jewell raakte hij uit de gratie en moest hij het doen met een reserverol. Er volgden vervolgens twee uitleenbeurten aan Queens Park Rangers en één aan Walsall FC voor  hij 1999 definitief de overstap maakte naar QPR. Al na één seizoen was hij gedwongen te stoppen wegens een blessure.

## Interlandcarrièrere
Steiner speelde in totaal drie officiële interlands voor zijn vaderland Zweden. Onder leiding van bondscoach Tommy Svensson maakte hij zijn debuut op 9 februari 1997 in de vriendschappelijke wedstrijd tegen Roemenië (2-0) in Bangkok, net als Magnus Hedman (AIK Solna), Joakim Persson (Atalanta Bergamo), Jozo Matovac (Örgryte IS), Pascal Simpson (AIK Solna), Daniel Tjernström (Örebro SK) en Marino Rahmberg (Derby County FC).